# Hoverbike
Hoverbike ist das Konzept eines leichten senkrecht startenden und landenden Luftfahrzeugs, das in seiner Form an ein Motorrad angelehnt ist.

## Realisierungsansätze
Verschiedene Firmen arbeiten an der Umsetzung des Hoverbikekonzeptes. Unter anderem zählen dazu das britische Unternehmen Malloy Aeronautics und die US-amerikanische Firma Aerofex.
Die ersten Flugversuche des britischen Unternehmens Malloy Aeronautics mit Hilfe fortschrittlicher Drohnen-Technologie zeigen auch schon erste Erfolge. Der erste Prototyp ist mit einem gegenläufigen Doppelpropellerantrieb ausgestattet und soll eine Höchstgeschwindigkeit von ca. 280 km/h bei einer maximalen Flughöhe von 3000 Metern erreichen.
Im August 2014 stellte die Firma einen zweiten Prototyp vor. Dieser besitzt im Gegensatz zu seinem Vorgänger vier Rotoren und ähnelt von der Konstruktion her einem Quadrokopter, dessen Rotoren nicht quadratisch, sondern entlang einer länglichen Plattform rechteckig angeordnet sind. In den Zwischenraum zwischen den zwei Rotorpaaren soll schließlich die Sitzfläche integriert werden, auf der der Pilot ähnlich wie auf einem Motorrad sitzt. Jedoch handelt es sich bei dem aktuellen Prototyp nur um ein Modell im Maßstab 1:3, das mit seinen 2,2 kg und 1,15 m Länge immerhin eine Nutzlast von bis zu 4,7 kg tragen kann. Der Antrieb erfolgt noch elektrisch, weshalb Akkus mitgeführt werden müssen. Mit Hilfe von erfolgreichen Crowdfunding-Aktionen soll nun Geld zusammengetragen werden, um die Entwicklung voranzutreiben.
Während Malloy Aeronautics noch kein Verfügbarkeitsdatum nennt, will die US-amerikanische Firma Aero-X ihr Hoverbike bereits im Jahr 2017 auf den Markt bringen.
2015 wurde eine Kooperation mit dem US DoD bekannt gegeben.

## Ähnliche Entwicklungen
Vor allem das Aero-X entspricht in seiner konstruktiven Auslegung weitgehend den in den 1950er Jahren entwickelten „Air Jeeps“. Hierzu gehörten die Piasecki VZ-8, Curtiss-Wright VZ-7, Chrysler VZ-6 und das aktuelle Urban Aeronautics AirMule (X-Hawk).

## Aktuelle Projekte
Dubai
Die Behörden des arabischen Emirats planen, Hoverbikes für die Einsatzkräfte anzuschaffen. Auf der Gulf Information Technology Exhibition (Gitex) hat die Polizei von Dubai das Projekt angekündigt. Das fliegende Polizeimotorrad basiert auf dem Anfang 2017 präsentierten Hoverbike Scorpion-3 (S-3) des russischen Unternehmens Hoversurf.

## Trivia
Die ursprüngliche Idee zu solch einem Fahrzeug stammt aus Science-Fiction Filmen. Insbesondere seit den rasanten Verfolgungsjagden auf dem Waldmond Endor im Film Star Wars: Die Rückkehr der Jedi-Ritter sind sie den SciFi-Fans ein Begriff. In den Filmen erhebt sich das Hoverbike – teilweise auch als Speeder Bike bezeichnet – in die Luft und schwebt in einiger Entfernung von der Erde durch eine Art Abstoßung-Technologie, die vermutlich unter Anwendung eines Antischwerkraft-Prinzips funktioniert.